# 愛麗絲·金塞拉
愛麗絲·金塞拉（英語：Alice Kinsella，2001年3月13日—），英國體操運動員，她代表英國隊參加了日本舉行的2020年夏季奧林匹克運動會，並且在女子團體全能比賽上獲得銅牌。